# Helmut Möckel (Fußballspieler)
Helmut Möckel (* 7. Dezember 1921; † 22. Dezember 2011) war Fußballspieler in Zwickau. Mit der BSG Horch Zwickau wurde er 1950 erster DDR-Fußballmeister. 
Die 1949 gegründete Betriebssportgemeinschaft (BSG) Horch Zwickau schloss die Fußballsaison 1948/49 als Vierter der sächsischen Fußballmeisterschaft ab. Nach drei Ausscheidungsspielen gegen die Thüringer SG Zeiss Jena (1:1, 2:2 und 5:1) qualifizierten sich die Zwickauer für die neu eingerichtete Oberliga des Deutschen Sportausschusses. Zum Zwickauer Aufgebot für die erste Oberligasaison 1949/50 gehörte auch der 27-jährige Verteidiger Helmut Möckel. Die Mannschaft aus dem Zwickauer Automobilwerk Horch beendeten die Saison als erster DDR-Fußballmeister. Möckel, bei Horch in der Einkaufsabteilung beschäftigt, bestritt von den 26 ausgetragenen Punktspielen 17 Begegnungen. Vier weitere Spielzeiten blieb Möckel für Zwickau, 1950 in BSG Motor umbenannt, in der Oberliga aktiv. Als er nach der Saison 1954/55 33-jährig vom Leistungssport zurücktrat, hatte er insgesamt 124 Punktspiele in der DDR-Eliteliga absolviert, in der in dieser Zeit 182 Spiele ausgetragen worden waren.